# Martirio di sant'Agata (Salmeggia)
Il Martirio di sant'Agata è una pala di Enea Salmeggia collocata nella quinta cappella di sinistra della chiesa di Sant'Agata nel Carmine in via Bartolomeo Colleoni nella parte alta della città di Bergamo.
Il quadro in buono stato di conservazione, riporta sul gradino in basso a sinistra la scritta AENEAS SALMET F. MDCXX.

## Storia
Lo storico Francesco Tassi nel suo Vite dei pittori, scultori e architetti bergamaschi (1793), racconta del pittore bergamasco Enea Salmeggia elencando le sue opere, citando presenti nella chiesa di sant'Agata in Bergamo, tre tele dell'artista:la tela del Battesimo di Cristo datata 1590 posta nella prima cappella a sinistra, la  Morte di sant'Andrea d'Avellino del 1624 posta nella quarta cappella a destra e la pala del martirio di santa Agata nella quinta cappella a sinistra del 1620. Questa differenti date testimoniano la richiesta, negli anni della controriforma, di opere artistiche che sapessero raffigurare quanto stabilito nel Concilio di Trento. Le commissioni imponevano il soggetto e i termini della raffigurazione.
il quadro venne commissionato per il monastero, passò poi in mano alla famiglia Pezzoli durante il periodo dell'occupazione francese, la famiglia la consegnò al comune che la posizionò come pala d'altare nella chiesa

## Descrizione
Sant'Agata visse nel III secolo a Catania, figlia di nobili cristiani fu costretta a fuggire quando l'imperatore Decio, che chiedeva a tutti i cristiani di abiurare pubblicamente la loro fede, mise in atto una feroce persecuzione. Catturata da Quinziano, che s'invaghi di lei, venne processata e dato il suo rifiuto a rinunciare alla sua fede venne condannata, prima alla fustigazione e poi allo strappo del seno a mezzo di tenaglie, e proprio in questa fase del martirio che viene rappresentata nella pala del Salmeggia.
Il quadro ci presenta sant'Agata vestita con abiti seicenteschi di buona fattura e qualità, a documentare le sue nobili origini e dai colori accesi. La martire è posta leggermente a sinistra del quadro, incatenata ad una colonna, con lo sguardo rivolto verso l'alto sofferente, ed è la parte più illuminata del dipinto, come usava il pittore, le parti che dovevano raffigurare la bontà luminose, scure invece le parti che rappresentavano le azioni malvagie, i tre carnefici infatti sono scuri di carnagione, con i capelli arruffati e neri e in ombra. Sulla parte destra sono presenti tre uomini che parlano tra loro, forse, dato la datazione del quadro, porterebbero rappresentare quello che era l'argomento dominante in città, l'eresia, anche se il Concilio di Trento con le sue nuove regole fosse terminato da tempo e già c'era in atto la controriforma.
Ai piedi della santa sono ben visibili gli attrezzi del martirio, tenaglie e uncini, come la tenaglia dentata che le sta strappando il seno, mentre rivoli di sangue scorrono sul suo corpo. La rappresentazione veritiera della scena, è tipica della pittura lombarda del tempo, appartenendo alla pittura della realtà. Un cane è il solo testimone alla scena, guarda immobile, il cane viene rappresentato anche come simbolo di fedeltà nelle diverse rappresentazioni di santi che hanno subito il martirio per fede.
Sullo sfondo del quadro alcuni edifici raffigurano la chiesa di Santa Maria Maggiore di Bergamo, e non la città di Catania che fu il vero luogo del martirio. Sovrasta la scena un angelo con una corona da porre sul capo della martire.
Gli schizzi preparatori del quadro sono conservati presso la Biblioteca Ambrosiana, e testimoniano come fossero chiare le idee del pittore circa i particolari delle raffigurazioni, saranno infatti molto poche le modifiche apportate dal pittore sull'originale.